# Phrynocephalus arabicus
Phrynocephalus arabicus är en ödleart som beskrevs av  Anderson 1894. Phrynocephalus arabicus ingår i släktet Phrynocephalus och familjen agamer. IUCN kategoriserar arten globalt som livskraftig. Inga underarter finns listade i Catalogue of Life.